# Thripomorpha haennii
Thripomorpha haennii är en tvåvingeart som beskrevs av Martinovsky 1996. Thripomorpha haennii ingår i släktet Thripomorpha och familjen dyngmyggor.
Artens utbredningsområde är Slovakien. Inga underarter finns listade i Catalogue of Life.